# 295
295是294與296之間的自然數。

## 在數學中
- 合數，正因數有1、5、59和295。
質因數分解為{\displaystyle 5\times 59}。
- 虧數，真因數和為65，虧度為230。
- 不尋常數，大於平方根的質因數為59。
- 第92個半質數。前一個為291、下一個為298。
- 無平方數因數的數。
- 十进制的等數位數。
- 無平方數因數的數
- 利克瑞爾數
- 中心十四邊形數
- 七角星數

## 在人類文化中
- 南非航空295號班機空難
- 打擊王泰·柯布曾創下295支三壘安打紀錄
- 騰密公路全程約295公里
- 是美國95號州際公路的補助線
- 聖馬利諾的國際電話區號曾經是295，現在改為378

## 在自然中
- 檳榔嶼面積295平方公里，是馬來西亞第四大島
- 颶風琳達中心持續風力達295公里每小時，是有紀錄以來在東北太平洋最強烈的熱帶氣旋。[1]
- 波的尼亞灣最深處為295公尺

## 在科學中
- 黃色炸藥三硝基甲苯在295℃時會分解
- 碘的電子親合能為295kJ/mol

## 在天文中
- NGC 295 是雙魚座的一個星系

## 在其他領域中
- 西元295年和前295年